# Sukhoi P-1
Sukhoi P-1 là một mẫu máy bay tiêm kích đánh chặn thử nghiệm của Liên Xô trong thập niên 1950.

## Phát triển
P-1 được thiết kế để sử dụng loại radar đánh chặn Uragan-1 (Bão-1). Vì sự phức tạp của radar, máy bay được đưa vào thêm một phi công nữa trong tổ lái, nâng con số phi công lên 2. P-1 có cánh tam giác giống Sukhoi T-3 với góc vát của cánh trước là 57°. Dù máy bay được dự định dùng động cơ Tumansky R-15, nhưng mẫu thử nghiệm lại được trang bị động cơ Lyulka AL-7F.
P-1 bay lần đầu tiên vào tháng 10-1957 nhưng chỉ trải qua sự thử nghiệm bay hạn chế vì động cơ sử dụng kém hiệu quả và những vấn đề xảy ra với radar và hệ thống tên lửa.

## Thông số kỹ thuật (thiết kế của P-1)

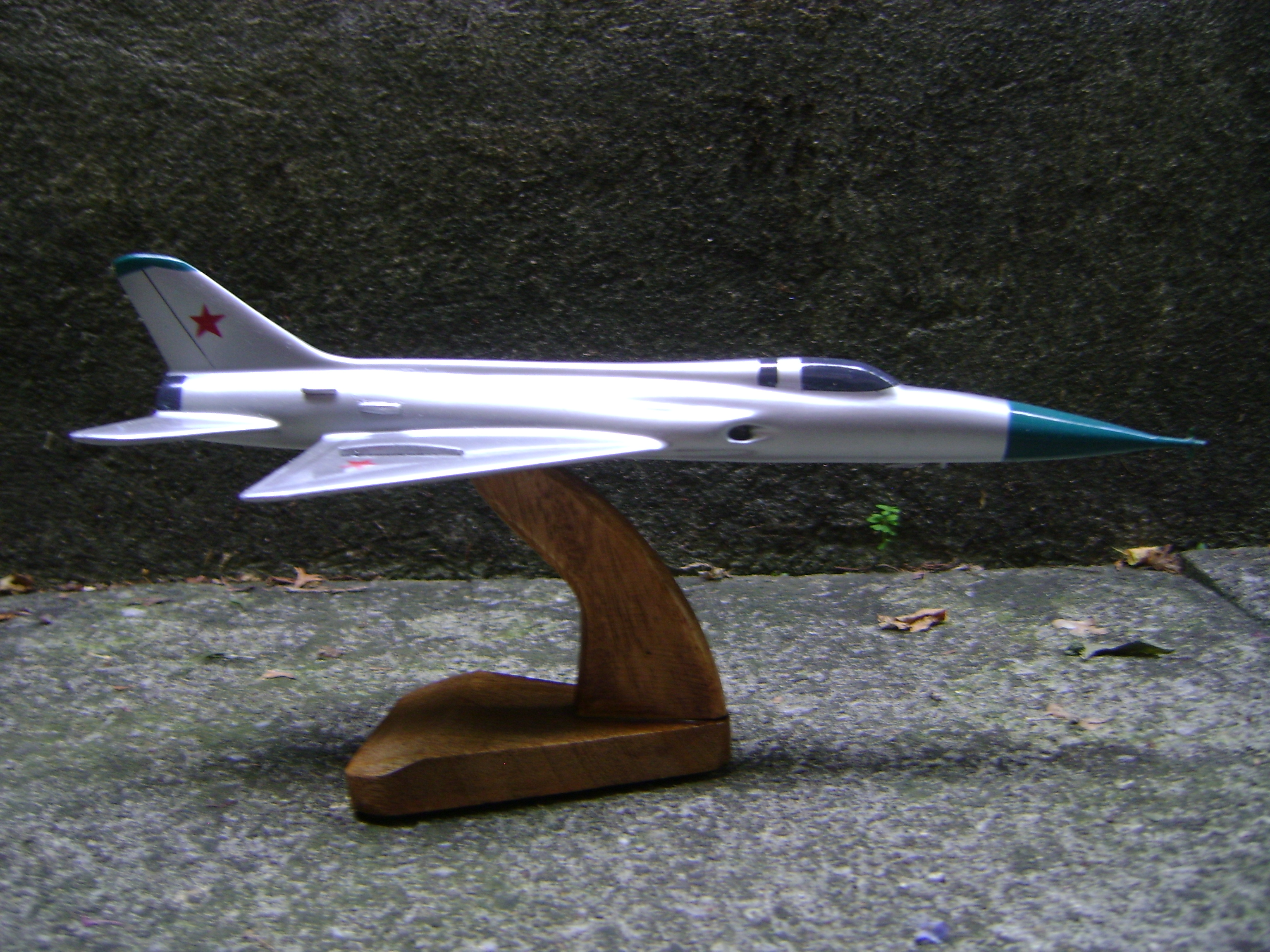
Su- P-1

Dữ liệu Green

### Đặc điểm riêng
- Phi đoàn: 2
- Chiều dài: 21.3 m (69 ft 11 in)
- Sải cánh: 9.8 m (32 ft 2 in)
- Chiều cao: N/A
- Diện tích : 44.0 m² (474 ft²)
- Trọng lượng rỗng: N/A
- Trọng lượng cất cánh: 10750 kg (23.700 lb)
- Động cơ: 1× động cơ phản lực Tumansky R-15

### Hiệu suất bay
- Vận tốc cực đại: 2050 km/h (1.105 knots, 1.275 mph, Mach 1.93)
- Tầm bay: 2.000 km (1.080 nm, 1.240 mi)
- Trần bay: 19.500 m (63.975 ft)

### Vũ khí
- 1× pháo 37 mm Nudelman N-37
- 2× tên lửa điều khiển radar K-7
- 50× tên lửa không điều khiển